# Saruba Colley
Saruba Colley (* 5. Februar 1989 in Sibanor) ist eine gambische Sprinterin.

## Karriere
Bei den Olympischen Sommerspielen 2012 in London startete sie für Gambia im 100-Meter-Lauf. Hier lief sie im Vorlauf mit einer Zeit von 12,21 s und qualifizierte sich für die nächste Runde. In diesem Lauf lief sie die Strecke in 12,06 s, was damals ein neuer nationaler Rekord war – dennoch konnte sich nicht für das Halbfinale qualifizieren.
Nach den Spielen tauchten Gerüchte auf, sie habe sich während des Aufenthalts in London vom gambischen Nationalteam abgesetzt und plane, dort zu bleiben. Der Gambische Leichtathletikverband (GAA) äußerte sich im August 2012 dahingehend dazu, dass sie sich dort bei zwei Schwestern aufhalte und ein gültiges Visum besitze.

## Persönliche Bestzeiten
- 100 m: 12,06 s (+1,5 m/s), London (Olympisches Stadium), 3. August 2012 (Gambischer Rekord)
- 200 m: 24,90 s (−0,9 m/s), Porto-Novo, 30. Juni 2012